# Patricia Wettig
Patricia Wettig (Milford, Ohio, 1951. december 4. –) Golden Globe- és háromszoros Primetime Emmy-díjas amerikai színésznő.
1987 és 1991 között a Thirtysomething drámasorozat szereplőjeként egy Golden Globe- és három Primetime Emmy-díjat nyert. Fontosabb televíziós szereplései voltak még a Langolierek – Az idő fogságában című 1995-ös minisorozatban, valamint A szökés (2005–2007) és a Testvérek (2006–2011) című műsorokban. 
Filmszerepei közé tartozik az Irány Colorado! (1991) és az Irány Colorado 2. – Curly aranya (1994).

## Filmográfia

### Film
| Év   | Magyar cím                       | Eredeti cím                                  | Szerep                  | Magyar hang        |
| ---- | -------------------------------- | -------------------------------------------- | ----------------------- | ------------------ |
| 1991 | Feketelistán                     | Guilty by Suspicion                          | Dorothy Nolan           | Hernádi Judit      |
| 1991 | Irány Colorado!                  | City Slickers                                | Barbara Robbins         | Menszátor Magdolna |
| 1993 |                                  | Me and Veronica                              | Veronica                |                    |
| 1994 | Irány Colorado 2. – Curly aranya | City Slickers II: The Legend of Curly's Gold | Barbara Robbins         | Csomor Csilla      |
| 1997 |                                  | Bongwater                                    | anya                    |                    |
| 1998 | A semmi közepén                  | Dancer, Texas Pop. 81                        | Mrs. Lusk               |                    |
| 1999 |                                  | Nightmare in Big Sky Country                 | bíró                    |                    |
| 2005 |                                  | The Naked Brothers Band: The Movie           | Patricia Wettig (cameo) |                    |

### Televízió
| Év        | Magyar cím                      | Eredeti cím                                      | Szerep                     | Megjegyzések                                  |
| --------- | ------------------------------- | ------------------------------------------------ | -------------------------- | --------------------------------------------- |
| 1982      |                                 | Parole                                           | Maureen                    | tévéfilm                                      |
| 1984      |                                 | Remington Steele                                 | Barbara Frick              | 1 epizód                                      |
| 1985      | Zsarublues                      | Hill Street Blues                                | Mrs. Florio                | 1 epizód                                      |
| 1986      |                                 | Stingray                                         | Annie Murray               | 1 epizód                                      |
| 1986–1987 | Egy kórház magánélete           | St. Elsewhere                                    | Joanne                     | 6 epizód                                      |
| 1987      |                                 | L.A. Law                                         | Carolyn Glasband           | 1 epizód                                      |
| 1988      |                                 | Police Story: Cop Killer                         | Dede Mandell               | tévéfilm                                      |
| 1987–1991 |                                 | thirtysomething                                  | Nancy Krieger Weston       | főszereplő                                    |
| 1991      |                                 | Silent Motive                                    | Laura Bardell              | tévéfilm                                      |
| 1992      |                                 | Taking Back My Life: The Nancy Ziegenmeyer Story | Nancy Ziegenmeyer          | tévéfilm                                      |
| 1994      | Balhés bankett                  | Parallel Lives                                   | Rebecca Ferguson Stone     | tévéfilm                                      |
| 1995      | Langolierek – Az idő fogságában | The Langoliers                                   | Laurel Stevenson           | - minisorozat - magyar hangja: - Spilák Klára |
| 1995      |                                 | Nothing But the Truth                            | Jill Ross                  | tévéfilm                                      |
| 1995      |                                 | Kansas                                           | Virginia 'Giny' Mae Farley | - tévéfilm - filmproducer                     |
| 1995      |                                 | Courthouse                                       | Justine Parkes bíró        | 11 epizód                                     |
| 1997      | Frasier – A dumagép             | Frasier                                          | Stephanie                  | 1 epizód                                      |
| 1998–1999 | Doktorok                        | L.A. Doctors                                     | Eleanor Riggs-Cattan       | 8 epizód                                      |
| 2002      |                                 | Breaking News                                    | Alison Dunne               | 5 epizód                                      |
| 2002      |                                 | Boomtown                                         | Nora Jean Flannery         | 1 epizód                                      |
| 2002–2004 | Alias                           | Alias                                            | Dr. Judy Barnett           | 11 epizód                                     |
| 2005      |                                 | Lackawanna Blues                                 | Laura anyja                | tévéfilm                                      |
| 2005–2007 | A szökés                        | Prison Break                                     | Caroline Reynolds          | 13 epizód                                     |
| 2006–2011 | Testvérek                       | Brothers & Sisters                               | Holly Harper               | főszereplő                                    |
| 2010      | A 19. feleség                   | The 19th Wife                                    | BeckyLyn                   | - minisorozat - magyar hangja: - Kovács Nóra  |
| 2014      |                                 | Identity                                         | Liana Grant                | eladatlan próbaepizód                         |
| 2015      | Gyilkos ügyek                   | Major Crimes                                     | Virginia Ryan bíró         | 1 epizód                                      |
| 2019      | Dolly Parton: A szív húrjai     | Dolly Parton's Heartstrings                      | Harper Cantrell            | - 1 epizód - magyar hangja: - Kovács Nóra     |

## Díjak és jelölések

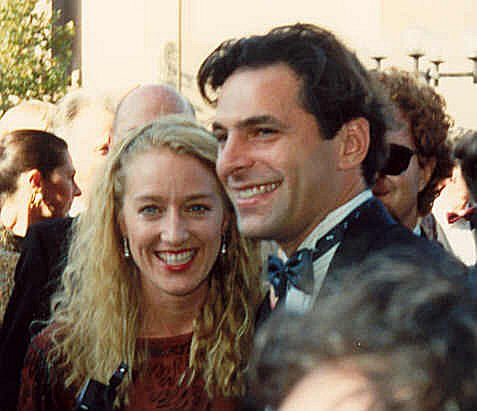
Wettig és férje, Ken Olin az 1989-es Emmy-díjátadón

| Év   | Díj                | Kategória                                 | Jelölt mű       | Eredmény | Ref.  |
| ---- | ------------------ | ----------------------------------------- | --------------- | -------- | ----- |
| 1988 | Primetime Emmy-díj | Legjobb női mellékszereplő (drámasorozat) | Thirtysomething | Elnyerte | [ 3 ] |
| 1990 | Primetime Emmy-díj | Legjobb női főszereplő (drámasorozat)     | Thirtysomething | Elnyerte | [ 3 ] |
| 1991 | Golden Globe-díj   | Legjobb női főszereplő (drámasorozat)     | Thirtysomething | Elnyerte | [ 4 ] |
| 1991 | Primetime Emmy-díj | Legjobb női főszereplő (drámasorozat)     | Thirtysomething | Elnyerte | [ 3 ] |

## Fordítás
- Ez a szócikk részben vagy egészben  a   Patricia Wettig című angol Wikipédia-szócikk fordításán alapul.  Az eredeti cikk szerkesztőit annak laptörténete sorolja fel. Ez a jelzés csupán a megfogalmazás eredetét és a szerzői jogokat jelzi, nem szolgál a cikkben szereplő információk forrásmegjelöléseként.